# ファクンド・ファリアス
ファクンド・エルナン・ファリアス（Facundo Hernán Farías, 2002年8月28日 - ）は、アルゼンチン・サンタフェ州サンタフェ出身のサッカー選手。エストゥディアンテス・デ・ラ・プラタ所属。ポジションはMF。

## クラブ経歴
2015年にCAコロンのユースアカデミーに入所。2019年にトップチームに昇格。11月3日のアトレティコ・トゥクマン戦でプロデビュー。2020年11月22日のデフェンサ・イ・フスティシア戦ではプロ初ゴールを記録。プロ2年目の2020-21シーズンは9試合の出場ながら3ゴールを記録。
2023年7月29日、メジャーリーグサッカーのインテル・マイアミCFに移籍した。
2025年1月31日、エストゥディアンテス・デ・ラ・プラタに移籍した。